# Autonomica
Autonomica Abは、スウェーデンにあるNetnod Internet Exchange in Sweden AB (NetNod)の100%子会社で、インターネットのルートサーバの管理などを行っている。

## 歴史
Autonomica は1998年にNetNodの子会社として設立された。